# 凯撒施图尔山麓巴林根
凯撒施图尔山麓巴林根（德語：Bahlingen am Kaiserstuhl，發音：[ˈbaːlɪŋən ʔam ˈkaɪzɐʃtuːl]）是德国巴登-符腾堡州弗赖堡行政区埃门丁根县的市镇，面积12.66平方千米，2023年12月31日人口为4,613人。